# کینگز میلز (اوهایو)
کینگز میلز، اوهایو (انگلیسی: Kings Mills, Ohio) یک مکان تعیین شده برای سرشماری در گوشه جنوب غربی شهرستان دیرفیلد در وارن کانتی، اوهایو، ایالات متحده، در ساحل غربی رودخانه کوچکی میامی قرار دارد. این مکان در کنار شاهراه I-71 و در بیست و چهار کیلومتری شمال شرقی سینسیناتی است، کمتر از یک مایلی از شرق میسون و دو مایلی جنوب غربی لبنان جنوبی، همچنین دو و نیم مایل به سمت شمال فاسترز، قرار دارد همچنین دو مایل به سمت غرب هاپکینزویل قرار دارد.